# IND Concourse Line

LIND Concourse Line est desservie par les lignes B et D.

 (septembre 2022).
Si vous disposez d'ouvrages ou d'articles de référence ou si vous connaissez des sites web de qualité traitant du thème abordé ici, merci de compléter l'article en donnant les références utiles à sa vérifiabilité et en les liant à la section « Notes et références ».
L'IND Concourse Line est une section de la Division B du réseau métropolitain de la ville de New York qui relie la 205e rue du quartier de Nordwood dans l'arrondissement du Bronx à la 145e rue de Harlem à Manhattan. Elle est empruntée par la Ligne B et par la Ligne D et constitue l'unique section de la Division B ainsi que la seule section entièrement souterraine du métro de New York dans le Bronx. Elle comporte douze stations et a été inaugurée en 1933.